# Halfwidth and Fullwidth Forms
Halfwidth and Fullwidth Forms è un blocco Unicode. È costituito dai 225 caratteri compresi nell'intervallo U+FF00-U+FFEF.
Comprende i caratteri half-width (半角?, hankaku) dei sistemi di scrittura katakana e hangŭl e la versione full-width (全角?, zenkaku) dei caratteri ASCII (escluso lo spazio), di alcuni simboli del blocco Latin-1 Supplement e di alcuni simboli di valuta. I caratteri half-width possiedono una larghezza pari alla metà dell'altezza del simbolo, mentre full-width possiedono le stesse dimensioni per entrambe le caratteristiche.

## Tabella compatta di caratteri

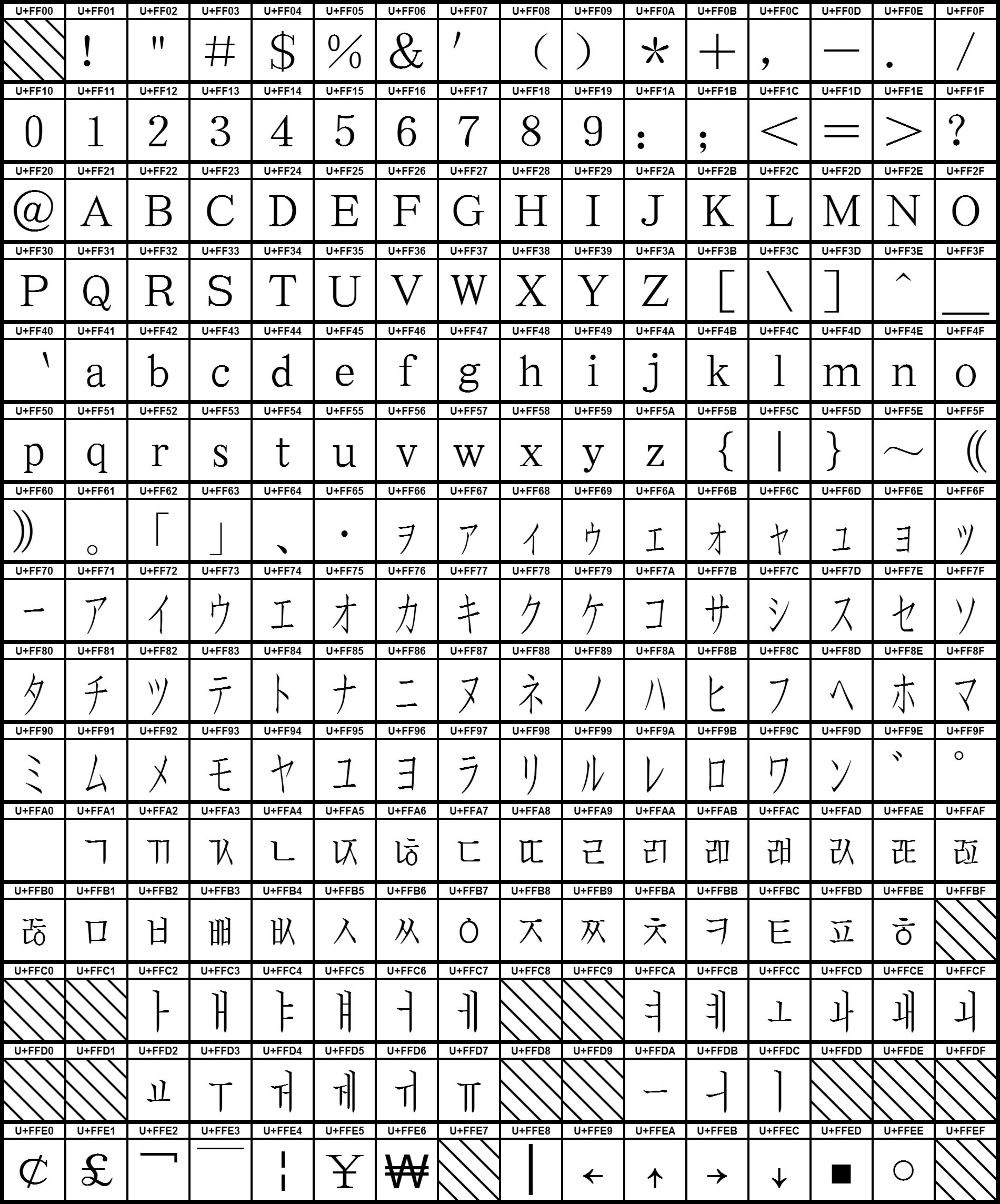
Halfwidth and Fullwidth Forms

|     | 0  | 1  | 2  | 3  | 4  | 5  | 6  | 7  | 8  | 9  | A  | B  | C  | D  | E  | F  |
| --- | -- | -- | -- | -- | -- | -- | -- | -- | -- | -- | -- | -- | -- | -- | -- | -- |
| FF0 |    | ！ | ＂ | ＃ | ＄ | ％ | ＆ | ＇ | （ | ） | ＊ | ＋ | ， | － | ． | ／ |
| FF1 | ０ | １ | ２ | ３ | ４ | ５ | ６ | ７ | ８ | ９ | ： | ； | ＜ | ＝ | ＞ | ？ |
| FF2 | ＠ | Ａ | Ｂ | Ｃ | Ｄ | Ｅ | Ｆ | Ｇ | Ｈ | Ｉ | Ｊ | Ｋ | Ｌ | Ｍ | Ｎ | Ｏ |
| FF3 | Ｐ | Ｑ | Ｒ | Ｓ | Ｔ | Ｕ | Ｖ | Ｗ | Ｘ | Ｙ | Ｚ | ［ | ＼ | ］ | ＾ | ＿ |
| FF4 | ｀ | ａ | ｂ | ｃ | ｄ | ｅ | ｆ | ｇ | ｈ | ｉ | ｊ | ｋ | ｌ | ｍ | ｎ | ｏ |
| FF5 | ｐ | ｑ | ｒ | ｓ | ｔ | ｕ | ｖ | ｗ | ｘ | ｙ | ｚ | ｛ | ｜ | ｝ | ～ | ｟ |
| FF6 | ｠ | ｡  | ｢  | ｣  | ､  | ･  | ｦ  | ｧ  | ｨ  | ｩ  | ｪ  | ｫ  | ｬ  | ｭ  | ｮ  | ｯ  |
| FF8 | ｰ  | ｱ  | ｲ  | ｳ  | ｴ  | ｵ  | ｶ  | ｷ  | ｸ  | ｹ  | ｺ  | ｻ  | ｼ  | ｽ  | ｾ  | ｿ  |
| FF9 | ﾀ  | ﾁ  | ﾂ  | ﾃ  | ﾄ  | ﾅ  | ﾆ  | ﾇ  | ﾈ  | ﾉ  | ﾊ  | ﾋ  | ﾌ  | ﾍ  | ﾎ  | ﾏ  |
| FFA | ﾐ  | ﾑ  | ﾒ  | ﾓ  | ﾔ  | ﾕ  | ﾖ  | ﾗ  | ﾘ  | ﾙ  | ﾚ  | ﾛ  | ﾜ  | ﾝ  | ﾞ  | ﾟ  |
| FFB | ﾠ  | ﾡ  | ﾢ  | ﾣ  | ﾤ  | ﾥ  | ﾦ  | ﾧ  | ﾨ  | ﾩ  | ﾪ  | ﾫ  | ﾬ  | ﾭ  | ﾮ  | ﾯ  |
| FFC | ﾰ  | ﾱ  | ﾲ  | ﾳ  | ﾴ  | ﾵ  | ﾶ  | ﾷ  | ﾸ  | ﾹ  | ﾺ  | ﾻ  | ﾼ  | ﾽ  | ﾾ  | ﾿  |
| FFD | ￀  | ￁  | ￂ  | ￃ  | ￄ  | ￅ  | ￆ  | ￇ  | ￈  | ￉  | ￊ  | ￋ  | ￌ  | ￍ  | ￎ  | ￏ  |
| FFE | ￐  | ￑  | ￒ  | ￓ  | ￔ  | ￕ  | ￖ  | ￗ  | ￘  | ￙  | ￚ  | ￛ  | ￜ  | ￝  | ￞  | ￟  |
| FFF | ￠ | ￡ | ￢ | ￣ | ￤ | ￥ | ￦ | ￧  | ￨  | ￩  | ￪  | ￫  | ￬  | ￭  | ￮  |    |